# 桜桃幇
桜桃幇（インタオバン）は女性4人のメンバーから成る台湾のロックバンド。同地ではこのようなガールズバンドは珍しいとされている。全員輔仁大学卒業。
2011年2月24日、無期限の活動休止を宣言。

## メンバー
- 查查 （查家雯、6月6日 - ）：ボーカル
- 瓜　 （廖宜佳、1月20日 - ）：ギター
- 小倩 （許若倩、8月29日 - ）：ベース
- 大恬 （馮康恬、10月15日 - ）：ドラム

## 作品

### アルバム
- 親愛的王子 (My Dear Prince) （2006年7月7日）
- 乖乖 (Goody-Goody) （2007年5月24日）
- Only （2010年11月11日）